# Big Stone Lake

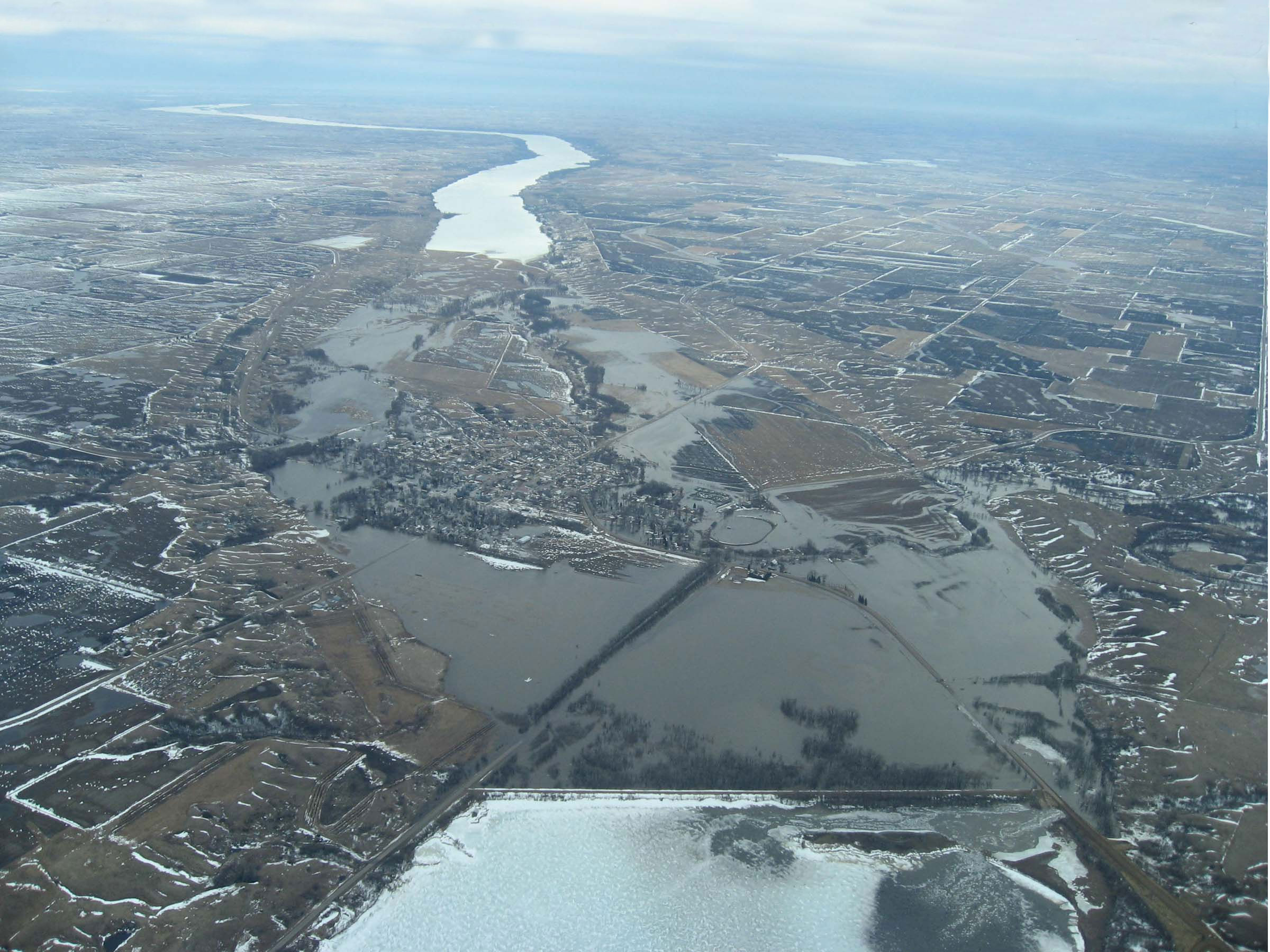
Översvämning 2007 mellan Lake Traverse i undre bildkant och Big Stone Lake i övre bildkant.

Big Stone Lake är en långsmal sjö som utgör en del av gränsen mellan delstaterna Minnesota och South Dakota. Sjön är 42 km lång och ca 2 km bred. Den utgör egentligen resterna av en flod som fanns på platsen under en tid efter den senaste istiden och avvattnade den då befintliga jättelika insjön Lake Agassiz. Big Stone Lake har bildats där flodens dalgång var som djupast.
Sjön får sitt vatten från norr av Little Minnesota River och avvattnas mot söder genom Minnesota River. I sjöns södra ände finns numera en stor dammanläggning.
Norr om sjön finns Traverse Gap där vattendelaren mellan Hudson Bays och Mexikanska golfens avrinningsområden går. Dalgången svämmar över ibland, som 2007.